# 2A busz (Szombathely)
A szombathelyi 2A jelzésű autóbusz a Vasútállomás – Váci Mihály utca – Brenner Tóbiás körút – Vasútállomás útvonalon közlekedik, körjáratként. Az ellenkező irányban a 2C busz jár. A viszonylatot a Blaguss Agora üzemelteti.

## Története
2022. január 1-jétől a viszonylat üzemeltetését a Volánbusztól a Blaguss Agora vette át.
2022. augusztus 1-től a körjáratok átszervezésre kerültek. A 2A és 2C járatok a Szűrcsapó utca helyett a Váci Mihály utcán, míg a 29A és 29C járatok a Szűrcsapó utcán keresztül közlekednek, a Joskar-Ola városrész érintésével. A 2A és 2C tanítási napokon, a Városházát érintő indulásai 20A és 20C jelzést kaptak.

## Közlekedése
A buszok 30 percenként indulnak, felváltva 29A, majd 2A. Ellenkező irányba hasonlóképpen, 2C és 29C járatokkal. Este 20 órától csak a 29A közlekedik, óránként. Tanítási napokon egy reggeli járat 20A jelzéssel, a Városháza érintésével közlekedik.

## Útvonala
| Vasútállomás → Váci Mihály utca → Brenner Tóbiás körút → Vasútállomás |
| --- |
| Vasútállomás – Vasút utca – Semmelweis Ignác utca – Bocskai István körút – Horváth Boldizsár körút – Dr. István Lajos körút – Paragvári utca – Váci Mihály utca – Bem József utca – Rohonci út – Bartók Béla körút – Jókai Mór utca – Brenner Tóbiás körút – Körmendi út – Szent Gellért utca – Károly Róbert utca – Szent Flórián körút – Hunyadi János út – Szent Márton utca – Vörösmarty Mihály utca – Széll Kálmán utca – Vasútállomás |

## Megállóhelyei
Az átszállási kapcsolatok között a 2C, 20A, 20C, 29A és 29C buszok nincsenek feltüntetve.
| 0  | 0  | Vasútállomás induló végállomás                                         |                                                                    | Szombathely Helyi autóbusz-állomás, Éhen Gyula tér                                                                       |
| 1  | 1  | Semmelweis Ignác utca                                                  | 5, 6, 30Y                                                          | MÁV-rendelő |
| 2  | 2  | Neumann János Általános Iskola                                         | 5, 30Y                                                             | Neumann János Általános Iskola, Donászy Magda Óvoda                                                                      |
| 4  | 3  | Kórház                                                                 |                                                                    | Markusovszky Kórház, Vérellátó, Anunciáták háza, Mentőállomás                                                            |
| 7  | 5  | Művészeti Gimnázium (Paragvári utca)                                   | 4H, 5, 5H, 9, 10H, 12, 21, 22, 24, 25                              | Művészeti Gimnázium |
| 8  | 6  | Váci Mihály Általános Iskola                                           | 4H, 5, 5H, 9, 10H, 22, 25                                          | Váci Mihály Általános Iskola, Fiatal Házasok Otthona, Mocorgó Óvoda                                                      |
| 9  | 7  | Szolgáltatóház (Váci Mihály utca) (Korábban: Váci Mihály utca (MATCH)) | 4H, 5, 5H, 9, 10H, 22, 25                                          | |
| 10 | 8  | Bem József utca                                                        | 22, 24, 30Y                                                        | |
| 12 | 9  | Perint híd                                                             | 5, 9, 22, 24, 30Y                                                  | Sportliget |
| 14 | 11 | Órásház                                                                | 4H, 5, 5H, 9, 10H, 22, 30Y                                         | Órásház, Derkovits Bevásárlóközpont, Bolyai János Gyakorló Általános Iskola és Gimnázium                                 |
| 15 | 12 | Tófürdő                                                                | 22                                                                 | Tófürdő, Csónakázótó, Haladás Sportkomplexum, Kenderesi utcai sporttelep                                                 |
| 16 | 13 | Uszoda                                                                 | 22                                                                 | Fedett Uszoda és Termálfürdő, Claudius Hotel, Csónakázótó, Ezredévi park                                                 |
| 17 | 14 | Szent István park                                                      |                                                                    | Garda Hotel, Régi víztorony, Pécsi Tudományegyetem Egészségtudományi Kar, Élelmiszeripari és Földmérési Szakképző Iskola |
| 18 | 15 | Nyugdíjasok Otthona                                                    | 7                                                                  | Nyugdíjasok Otthona, Kálvária, Szent István park, Bagolyvár                                                              |
| 19 | 16 | Tóth István tér                                                        | 7                                                                  | Bagolyvár |
| 20 | 17 | Savaria Plaza                                                          |                                                                    | Savaria Plaza, Szalézi tér, Szalézi templom, Jáki úti rendelő, Apáczai Waldorf Általános Iskola, Fiatal Házasok Otthona  |
| 23 | 19 | Szent Gellért utca 64.                                                 | 4H, 6, 6H, 8H, 12, 21, 23                                          | |
| 24 | 20 | Waldorf iskola                                                         | 4H, 6, 6H, 8H, 12, 21, 23                                          | Apáczai Waldorf Általános Iskola, Fiatal Házasok Otthona, Savaria Plaza                                                  |
| 26 | 21 | Szent Flórián körút 33.                                                | 6, 6H, 8H, 12, 21                                                  | Gazdag Erzsi Óvoda |
| 27 | 22 | Víztorony                                                              | 6H, 8H                                                             | Víztorony, Brenner park, KRESZ park                                                                                      |
| 28 | 23 | Flórián Irodaház                                                       | 6H                                                                 | Flórián Irodaház, Munkanélküli Központ                                                                                   |
| 29 | 24 | Piac                                                                   | 6H, 9, 21A                                                         | Piac, Gayer park |
| 32 | 26 | 56-osok tere (Széll Kálmán utca)                                       | 1U, 3H, 5, 6, 6H, 9, 10H, 12, 21, 21A, 22, 23, 25, 27, 27A, 30Y    | Vámhivatal, Földhivatal, Államkincstár, Gyermekotthon                                                                    |
| 34 | 28 | Vasútállomás érkező végállomás                                         | 1U, 3H, 5, 6, 6H, 7, 9, 10H, 12, 21, 21A, 22, 23, 25, 27, 27A, 30Y | Szombathely Helyi autóbusz-állomás, Éhen Gyula tér                                                                       |